# Alex Varnyú
Alex Varnyú (ur. 1 sierpnia 1995 w Budapeszcie) – węgierski łyżwiarz szybki, specjalizujący się w short tracku, medalista mistrzostw świata i Europy.